# Lake C.Y.O’Connor
Der Lake C.Y.O'Connor ist ein Stausee im Südwesten des australischen Bundesstaates Western Australia, 39 km östlich von Perth in der Darling Range. Der Staudamm, mit dem der Helena River angestaut wird, ist als Mundaring Weir bekannt. So heißt auch der nächstgelegene Ort.
Die Stadt Mundaring wurde 1898 gegründet und im selben Jahr begann der Bau des Wehrs.

## Geschichte
Ein Soldat, Robert Dale, war der erste Europäer, der 1829 die Region erforschte. Bis zum Bau des Wehrs in den 1890er-Jahren nahm die europäische Bevölkerung in der Gegend nicht wesentlich zu. Durch den Staudammbau wurde auch der Bau einer Eisenbahn von Mundaring zur Baustelle notwendig. Der irisch-australische Bauingenieur C. Y. O’Connor war an der Planung der Wasserversorgung für die Eastern Goldfields bei Coolgardie und Kalgoorlie im östlichen Teil Western Australias beteiligt.
Der Stausee, der am Mundaring Weir aufgestaut wurde, hieß zunächst Helena River Reservoir, wurde dann aber in Lake C.Y.O’Connor umbenannt.
Der Betreiber des Staudamms, die Water Corporation, bezeichnet ihn als Mundaring Dam, ein Name, der sonst von keiner offiziellen Institution verwendet wird. Das Logo der Local Government Area Mundaring Shire zeigt ein Bild des Staudamms.
Die Arbeiten am heutigen Staudamm begannen in den 1940er-Jahren; im November 1951 wurde er fertiggestellt.
Anfang der 1970er-Jahre baute man unterhalb dieses Staudamms einen weiteren Stausee, das Pipehead Reservoir.

## Überwachung des Staudamms
Wie alle Bauwerke dieses Alters und dieser Konstruktion muss auch dieser Staudamm regelmäßig überwacht, gewartet und repariert werden. 
Auf dem ersten Staudamm gab es ein kleines Häuschen in der Mitte, das der Überwachung des Damms von innen diente. Als der Damm erhöht wurde, baute man dieses Häuschen ebenfalls wieder auf, es diente aber nicht mehr dem ursprünglichen Zweck.
2009 baute man zwei Eingänge an der Luftseite des Damms, einen im Norden und einen im Süden, um den Zugang zu den Inspektionstunnels zu erleichtern. Der Staudamm leckt und die folgenden beiden Fotos zeigen die Veränderungen der Flecken zwischen 2008 und 2010 an einer Stelle, an der Wasser durch den Damm sickert.

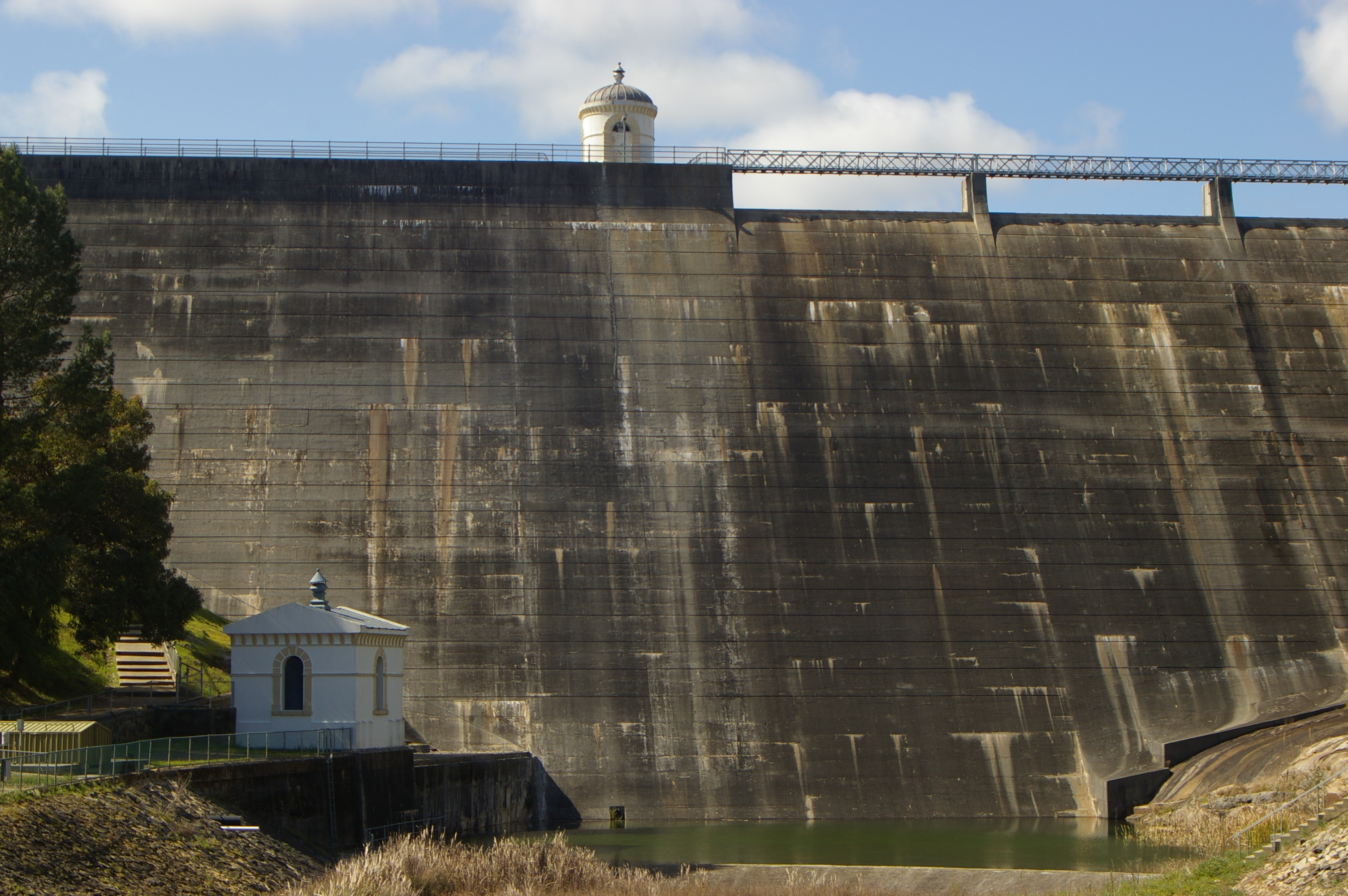
2008
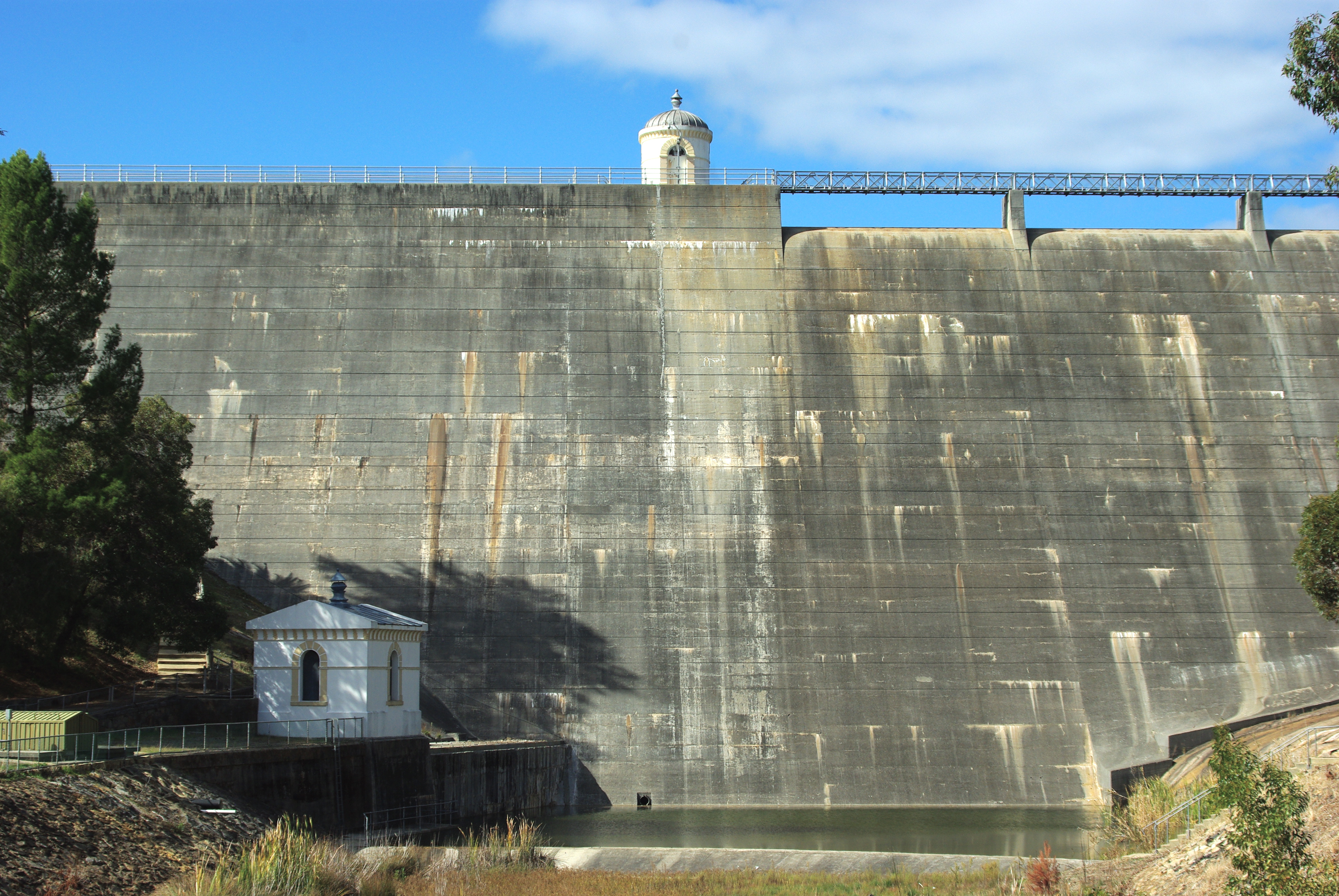
2010

## Geplante Umbauten 2010–2014
Das Mundaring Weir Water Supply Improvement Project enthält wesentliche Änderungen an den Pumpstationen und den Wasseraufbereitungsanlagen, sowie allgemeine Verbesserungen am gesamten Staudamm.

## Eisenbahn
Mundaring Weir war der Zielbahnhof der Mundaring Weir Branch Railway, die ursprünglich vom Public Works Department of Western Australia zum Transport des Baumaterials für den Staudamm gebaut wurde.
Erst nach Vollendung des Staudamms wurde der Ort bei Tagesausflüglern von Perth beliebt, die kamen, um den Stausee zu besichtigen und Picknicks abzuhalten.
Das aufgeschüttete Staudammgelände und die unteren Spitzkehren am Ende der Eisenbahnstrecke (die man heute noch sehen kann, wenn der Wasserstand im Stausee auf unter 35 % sinkt) wurden gut sichtbar auf Postkarten der vielen Wochenend- und Picknickzüge, die bis Ende der 1940er-Jahre zum Wehr fuhren, dargestellt.
Die Steilheit der Mundaring Weir Branch Railway beschränkte das Fassungsvermögen der Picknickzüge, da die MSA-Garratt-Dampflokomotiven zwar sehr gut als Zugmaschinen geeignet, aber in den 1940er-Jahren, als das Wehr überflutet wurde, nur mehr in geringer Stückzahl verfügbar waren.
Die Eisenbahnstrecke wurde 1952 aufgelassen.
Zusätzlich gab es eine Baustellenbahn auf Holzschienen, die zum Transport des gesägten Holzes von einer Sägemühle ca. 5 km zum Wehr diente. Dort wurde das Holz auf die vorher beschriebene Eisenbahn umgeladen. Sie wurde 1909 eröffnet und 1913 wieder geschlossen.

## Einrichtungen

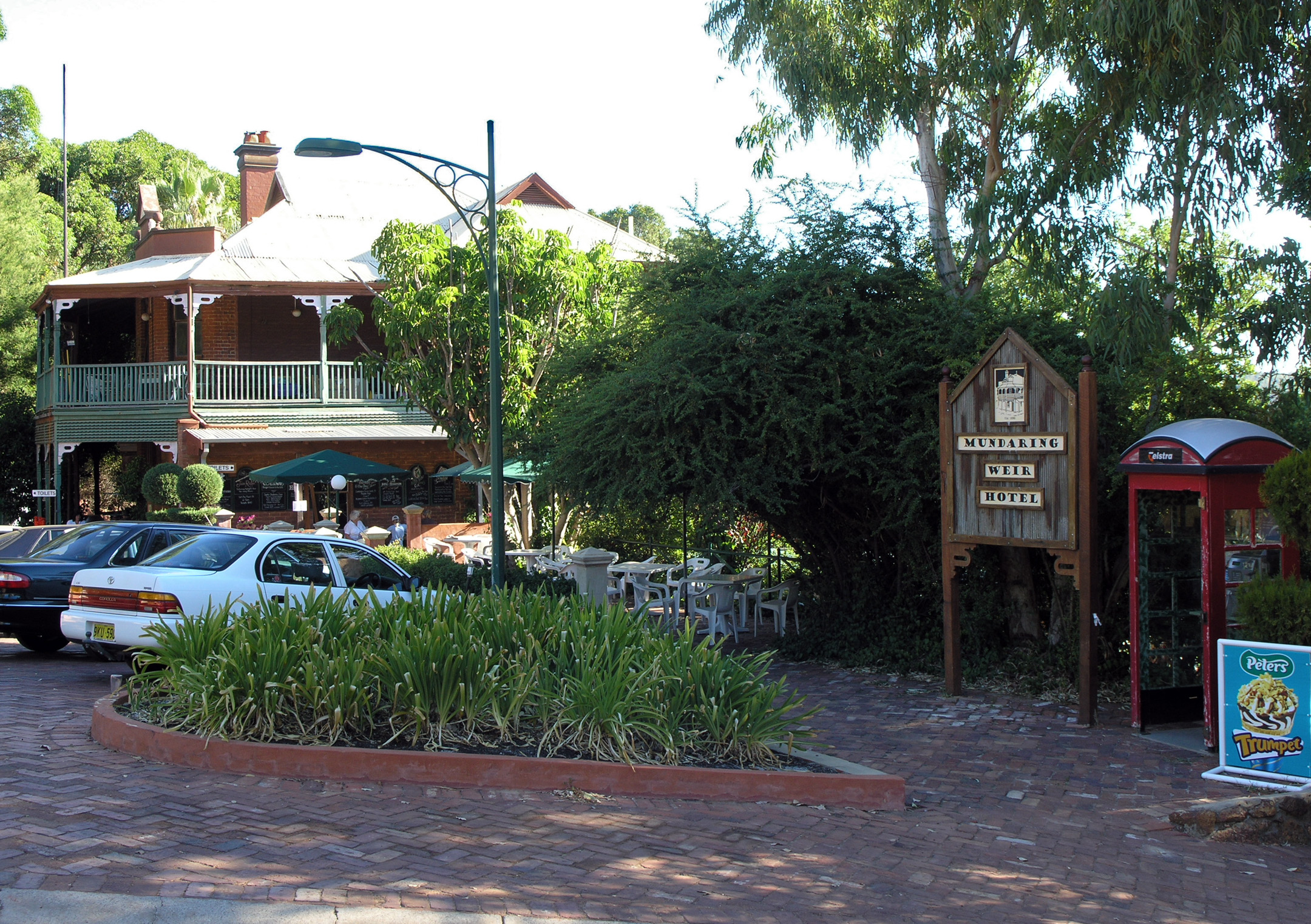
Mundaring Weir Hotel

Das Mundaring Weir Hotel (früher: Reservoir Hotel, dann: Goldfields Weir Hotel) wurde 1898 gebaut. Es war ein wichtiger Ort, wo O’Connor während des Dammbaus regelmäßig übernachtete. Nach einer Zeit des Niedergangs wurde das Haus in den letzten Jahren wieder populärer, als der heutige Besitzer, Jens Jorgensen, der das Hotel 1984 kaufte, es zu einem Ausflugslokal für Besucher von Perth machte. Dort wurden auch jährlich Konzerte aufgeführt, z. B. auch von David Helfgott, während und nach seinem Comeback als Konzertpianist.

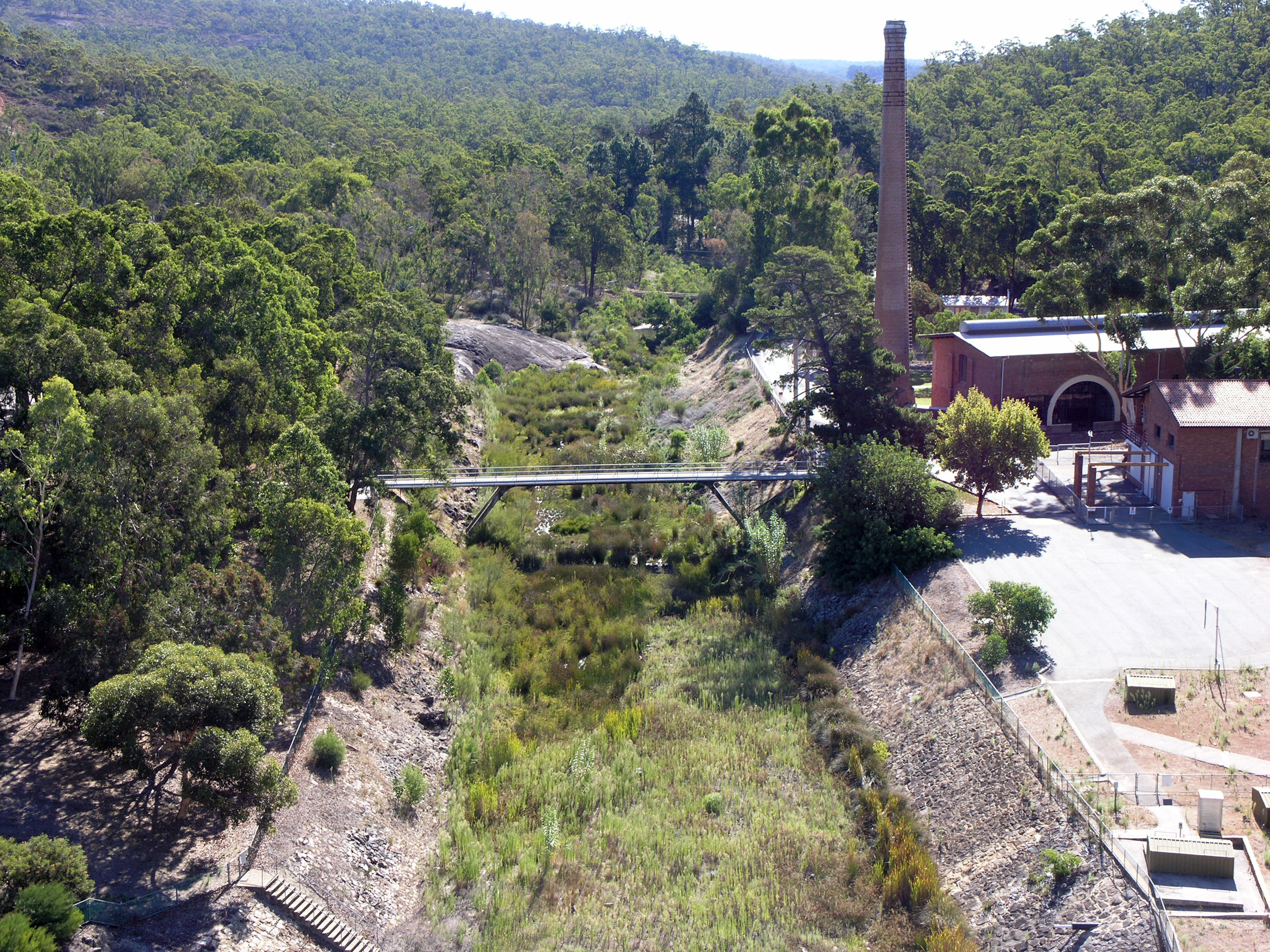
Bett des Helena River

Die alte Pumping Station No. 1 beherbergt heute das C.Y.O'Connor-Museum, das vom National Trust betrieben wird. Dort gibt es auch das Kookaburra-Freiluftkino und das Department of Environment and Conservation hat dort sein Hills Forest Activity Centre und regionale Verwaltungsgebäude.
Vor der Rationalisierung der Arbeit an diesem Standort bot die Water Authority of Western Australia auch Häuser für ihre Arbeiter. Es gibt eine Jugendherberge (anstelle der aufgelösten Grundschule), eine Kunstausstellung und viele Picknickplätze. Immer noch gibt es am Damm Wohnhäuser für Ranger, sowie noch in Betrieb befindliche Pumpstationen und Wasserbehandlungsanlagen.

## Bibbulmum Track
Der 963 km lange Bibbulmum Track, ein australischer Fernwanderweg, beginnt in Kalamunda und folgt dem Piesse Brook und dann dem Flusstal des Helena River. Der Weg überquert das Mundaring Weir und folgt dem Lake C.Y.O'Connor an seinem Nordufer. Dann biegt er nach Süden ab und führt nach Albany.

## Golden Pipeline Project
Hauptartikel: Golden Pipeline

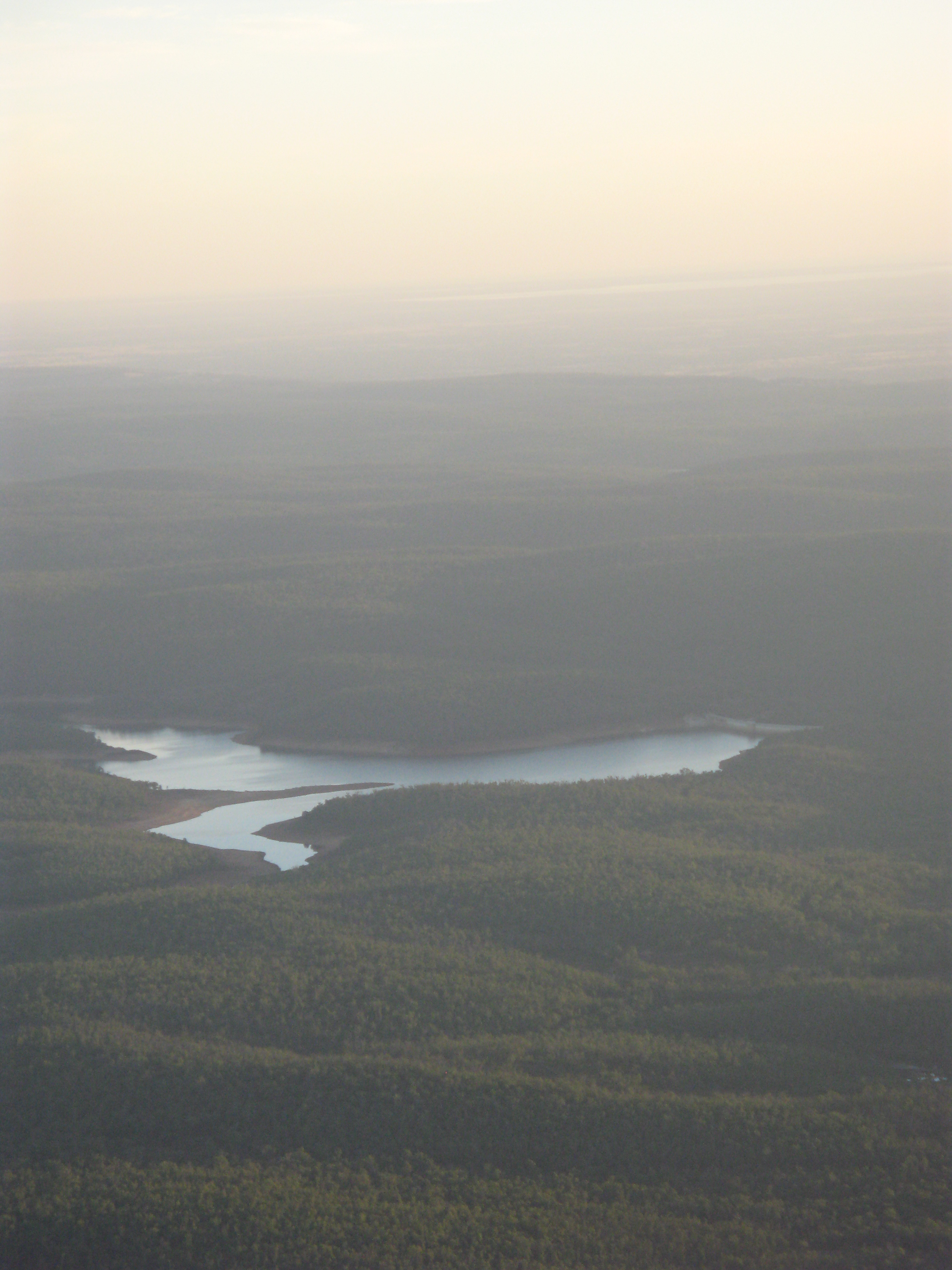
Luftbild des Lake C.Y.O'Connor, Blick nach Südwesten

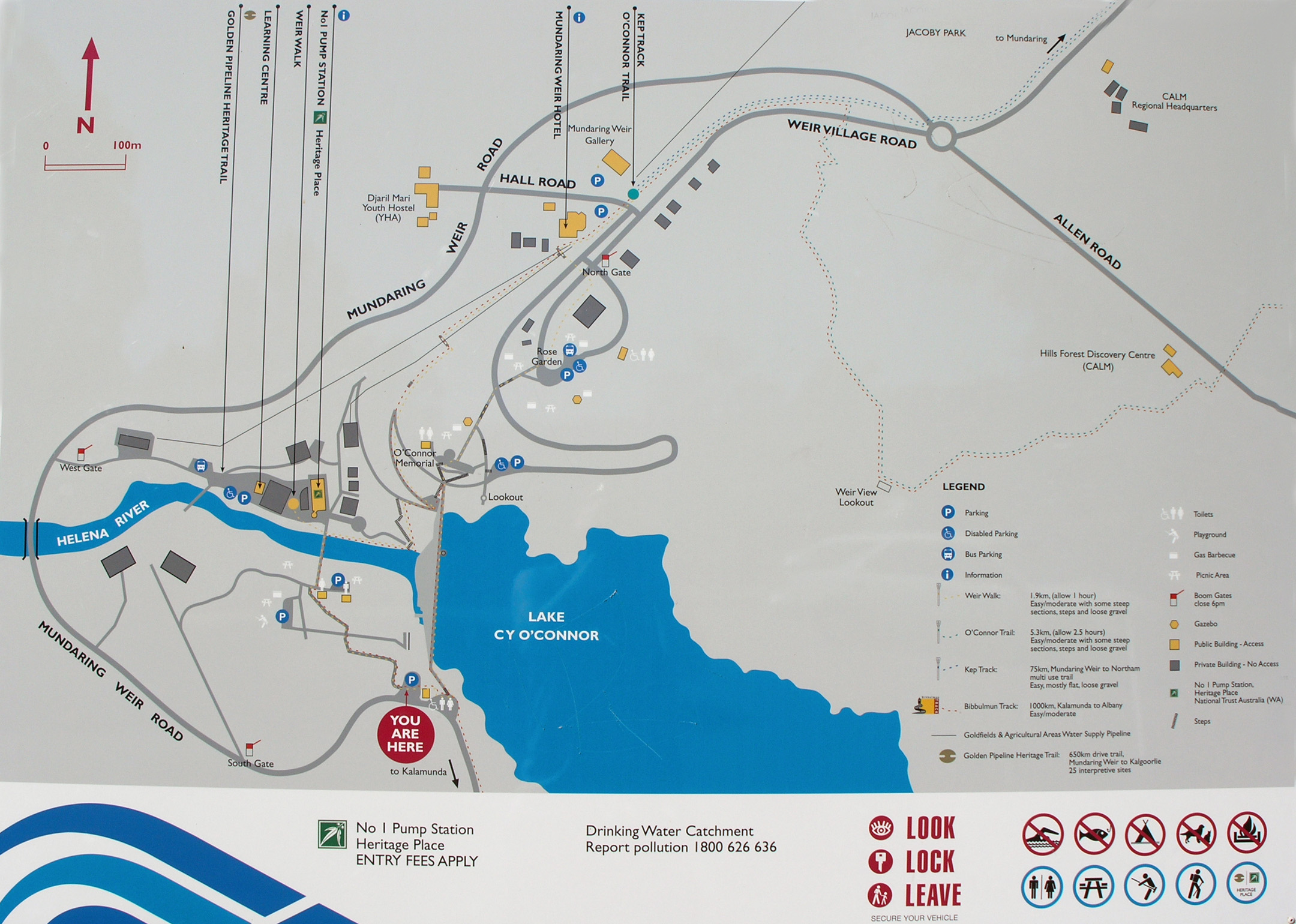
Informationstafel am Mundaring Weir

Die Geschichte und der Zusammenhang mit dem Goldfields Water Supply Scheme wurde im Golden Pipeline Project dargestellt, zu dem die Water Corporation den National Trust veranlasste. Dort gibt es ein ganzes System von Reiseführern, Wanderwegen und Websites mit Informationen. Der größte Teil dieses Projektes entstand in den Jahren 2001–2003.